# Армин Дедић
Армин Дедић (Сребреник, 13. октобар 1996) је босанскохерцеговачки певач  који се прославио у једанаестој сезони такмичења Звезде Гранда. Ментор у току такмичења му је била Марија Шерифовић. Наступа често са Александром Матрикс.

## Дискографија

### Синглови
- Недјеља (2017)[2][3]
- Ко то мени фали да је ту (2018)
- Перверзија (2019) дует са Ољом Бајрами
- Не куни ме (2019)
- Минут два (2022)
- Може ти се, може (2023)
- Игра истине (2023)
- Моли ме, моли (2023) дует са Мелани Дурмић
- Перон (2023)
- Фаза лудила (2023)
- Ожиљак (2024)
- Дежурне будале (2024) са Александром Матрикс